# Horloge d'Essaouira
L'horloge d’Essaouira, installée en haut d'une tour, fait partie du patrimoine culturel historique de la ville d’Essaouira.

## Localisation
Située au cœur de la ville, elle est considérée comme l’un des monuments emblématiques de la médina.

## Histoire
Installée en 1926 par l’horloger Henri Lepaute, l’horloge se situe en haut d’une tour de 15 mètres de haut nommée Bab Magana et édifiée en 1764 dans un style chérifien. L’installation de l’horloge s’achève en 1928, elle fut inaugurée par le maréchal Lyautey,.
Après avoir cessé son activité pour une période de dix ans, l'horloge a été rénovée en 2012,

## Architecture
L'horloge se compose de quatre cadrans, chacun d’entre eux est placé sur une des faces de la tours et visible depuis les différents axes de la ville,.